# Хантер, Риэль
Риэ́ль Ха́нтер (англ. Rielle Hunter), настоящее имя — Ли́за Джо Драк (англ. Lisa Jo Druck; 20 марта 1964, Форт-Лодердейл, Флорида, США) — американская актриса, сценарист и продюсер.

## Биография
Лиза Джо Драк родилась 20 марта 1964 года в Форт-Лодердейле (штат Флорида, США) в семье адвоката Джеймса Драка (1934—1990) и его жены Гвен Драк. У неё есть три сестры. В 1994 году она официально сменила своё имя на Риэль Хантер.
Риэль снималась в кино в 1987—2000 года и наиболее известна по роли подруги Гранта из фильма «За бортом» (1987). Также она является сценаристом и продюсером.
В 1991—2000 года Риэль была замужем за адвокатом Александром М. Хантером-третьим (род.1959).
В 2006—2012 года Риэль состояла в фактическом браке с политиком Джоном Эдвардсом (род.1953). У бывшей пары есть дочь — Фрэнсис Куинн Хантер (род.27.02.2008).